# Postigo do Arcebispo
O Postigo do Arcebispo, também chamado Arco Pequeno foi uma antiga porta da cidade de Lisboa, inserida na cerca fernandina da cidade.
Existe ainda no Campo de Santa Clara, pelo lado de baixo do Mosteiro de São Vicente de Fora, por ele se caminhando para a Cruz de Santa Helena.